# Ga Gangneung
Ga Gangneung (Tiếng Hàn: 강릉역, Hanja: 江陵驛) là ga đường sắt trên Tuyến Gyeonggang nằm ở Gyo-dong, Gangneung-si, Gangwon-do.
Vào ngày 15 tháng 9 năm 2014, hoạt động kinh doanh đã bị đình chỉ do việc xây dựng ngầm khu vực trung tâm thành phố Gangneung sau khi xây dựng Tuyến Gyeonggang, nhưng hoạt động kinh doanh đã tiếp tục trở lại khi khai trương Tuyến Gangneung KTX vào ngày 22 tháng 12 năm 2017 và tuyến tàu Yeongdong Mugunghwa tạm thời dừng ở ga Jeongdongjin và cũng hoạt động trở lại vào ngày 18 tháng 7 năm 2018. Việc xử lý hàng hóa được chuyển đến Ga Anin và Ga Okgye. Nó chịu trách nhiệm về điểm dừng bắt đầu và kết thúc của chuyến tàu Mugunghwa khởi hành từ Cheongnyangni, Dongdaegu, Bujeon và Busan, nhưng vì chuyến tàu được rút ngắn đến ga Donghae từ ngày 2 tháng 3 năm 2020 nên giờ đây nó sẽ chuyển sang tàu đưa đón Mugunghwa và Nuri giữa Donghae và Gangneung và dừng ở Nuri. Tuyến Donghae Bukbu dự kiến sẽ được kéo dài từ ga này vào tháng 12 năm 2027.

## Bố trí ga
| Bắt đầu·Kết thúc |        |
| ４３ \|          |        |
| ↓ Jinbu          | Anin ↓ |

| 1~2 | Tuyến Yeongdong     | Nuriro · Tàu Donghae Santa | → Hướng đi Donghae · Cheoram · Buncheon →      |
| 1~2 | Tuyến Samcheok      | Sea Train                  | → Hướng đi Mukho · Chuam · Samcheok Haebyeon → |
| 3~4 | Tuyến Gangneung KTX | KTX                        | ← Hướng đi Manjong · Cheongnyangni · Seoul     |

## Xung quanh nhà ga
- Bưu điện Gangneung
- Trường trung học Gangneung Myeongryun
- Trường trung học nữ sinh Gangneung
- Trường tiểu học Gyodong
- Gangneung Hyanggyo
- Chợ Dongbu
- Dịch vụ Hưu trí Quốc gia Chi nhánh Gangneung
- Chi nhánh Y tế Công cộng Thành phố Dongbu
- Trung tâm phúc lợi hành chính Okcheon-dong
- Trung tâm phúc lợi hành chính Gyo2-dong
- Sân vận động Gangneung (Sân nhà của Gangwon FC ở giải bóng đá chuyên nghiệp K-League 1), (Sân nhà của đội bóng Gangneung City Hall ở giải bóng đá chuyên nghiệp K-League 3)

## Hình ảnh

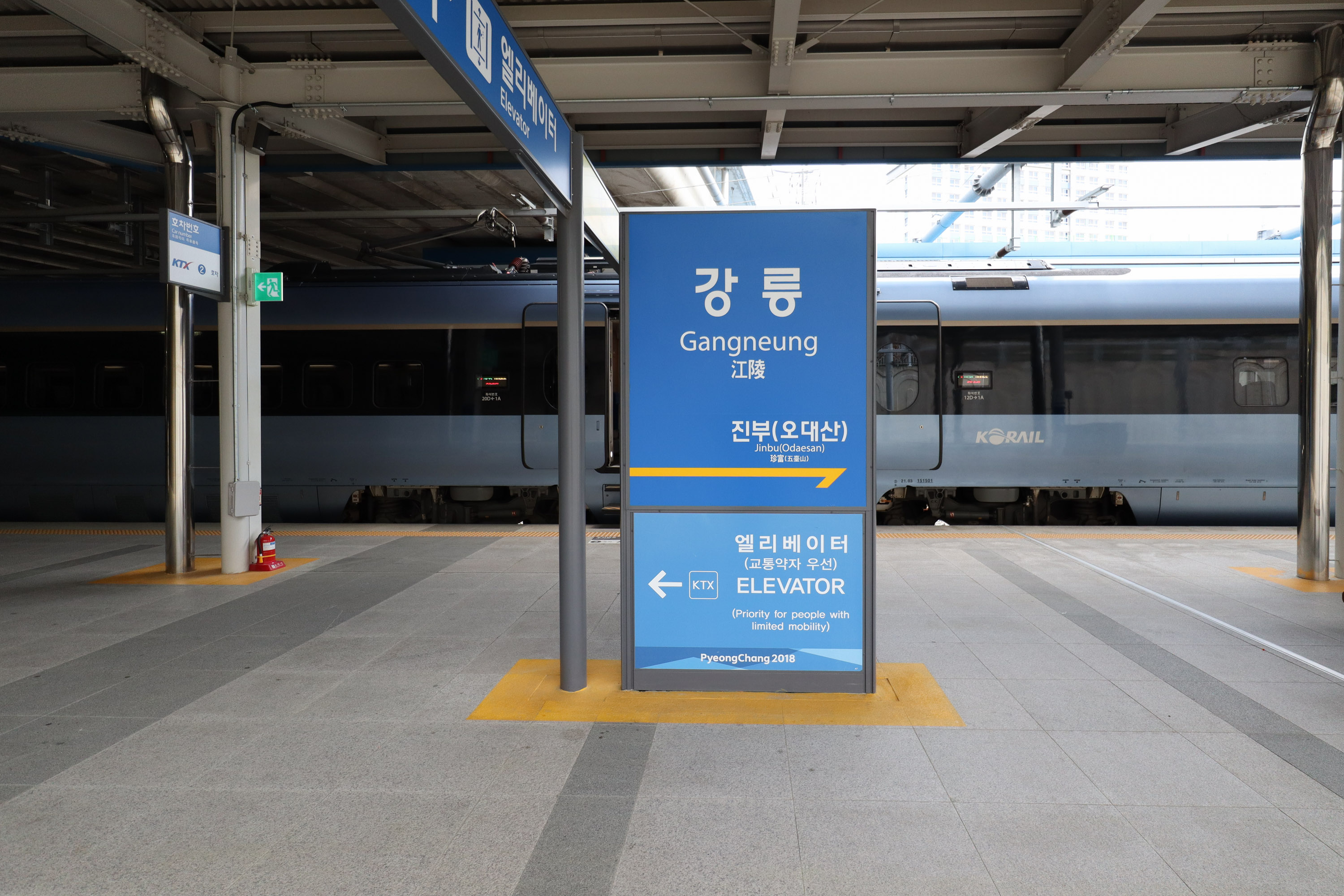
Bảng tên ga Ga Gangneung
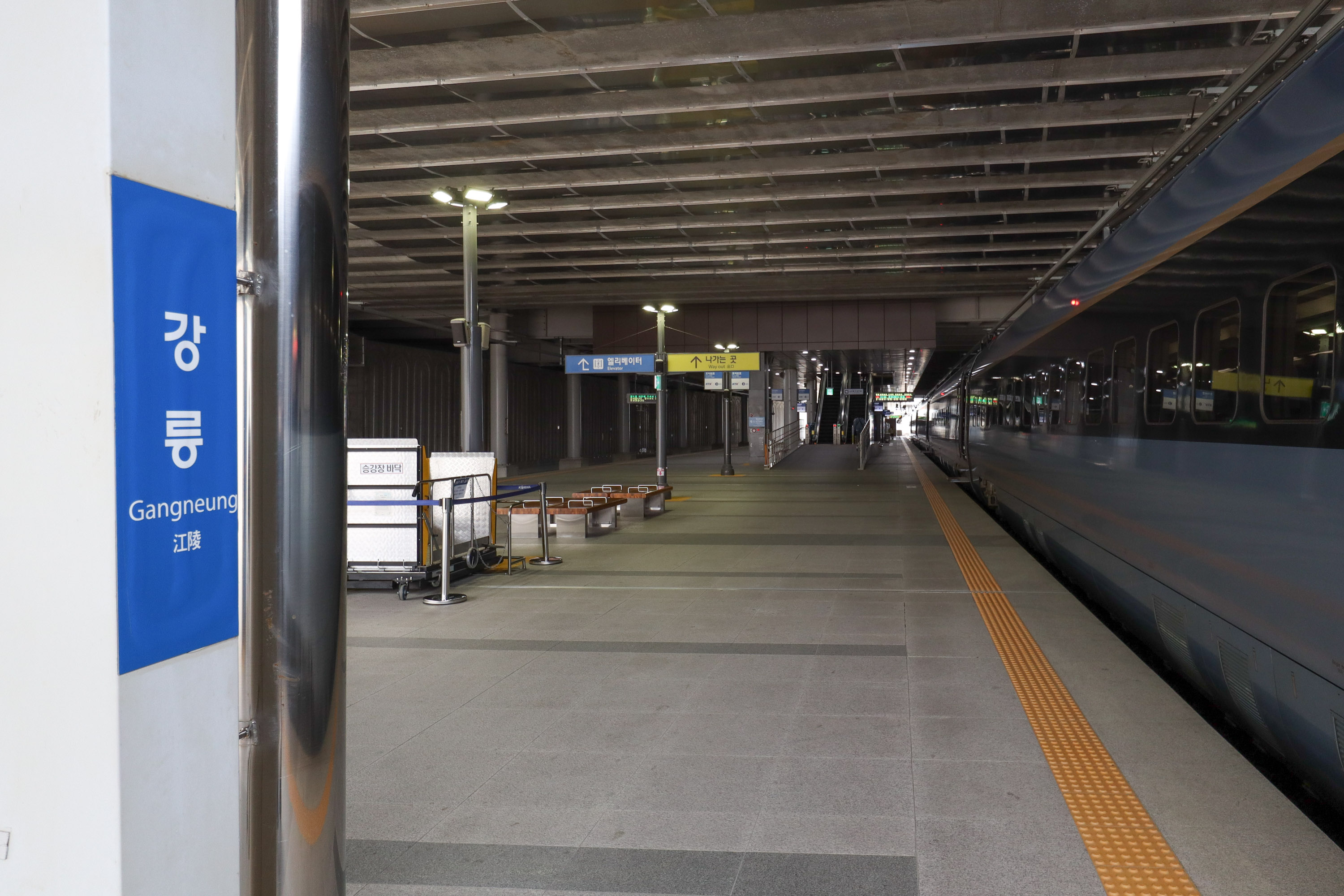
Sân ga Ga Gangneung
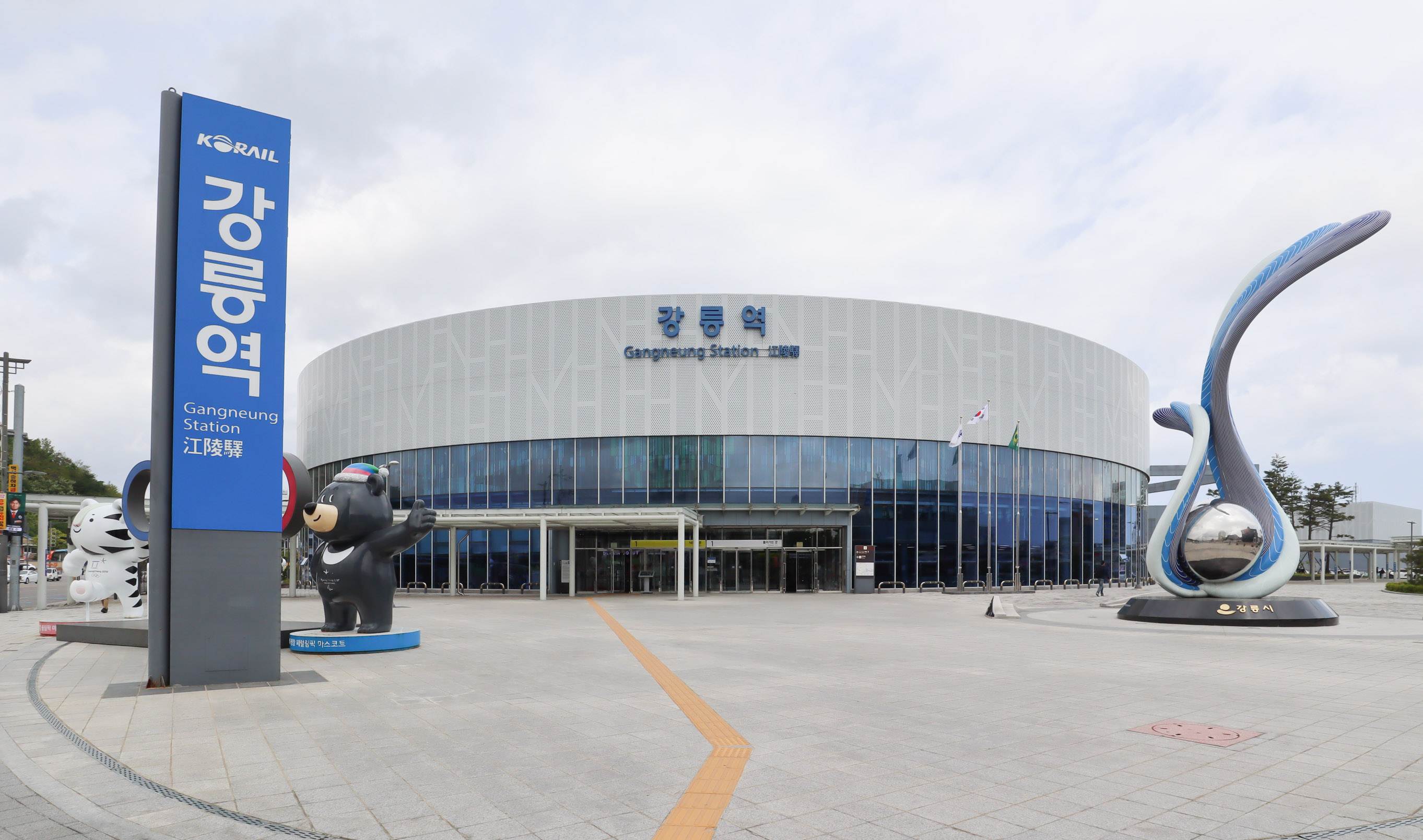
Ga Gangneung vào ban ngày
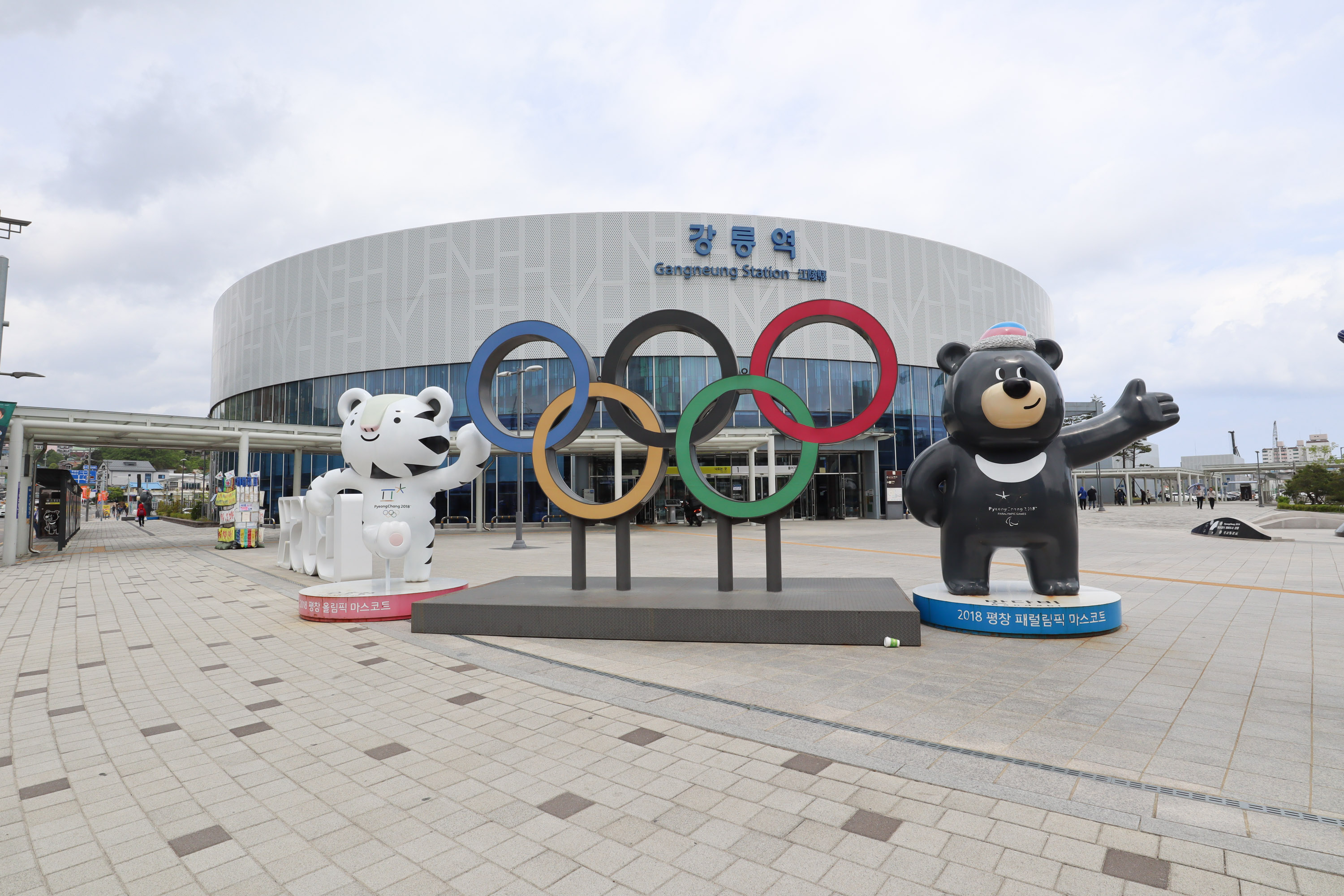
Ga Gangneung vào ban ngày
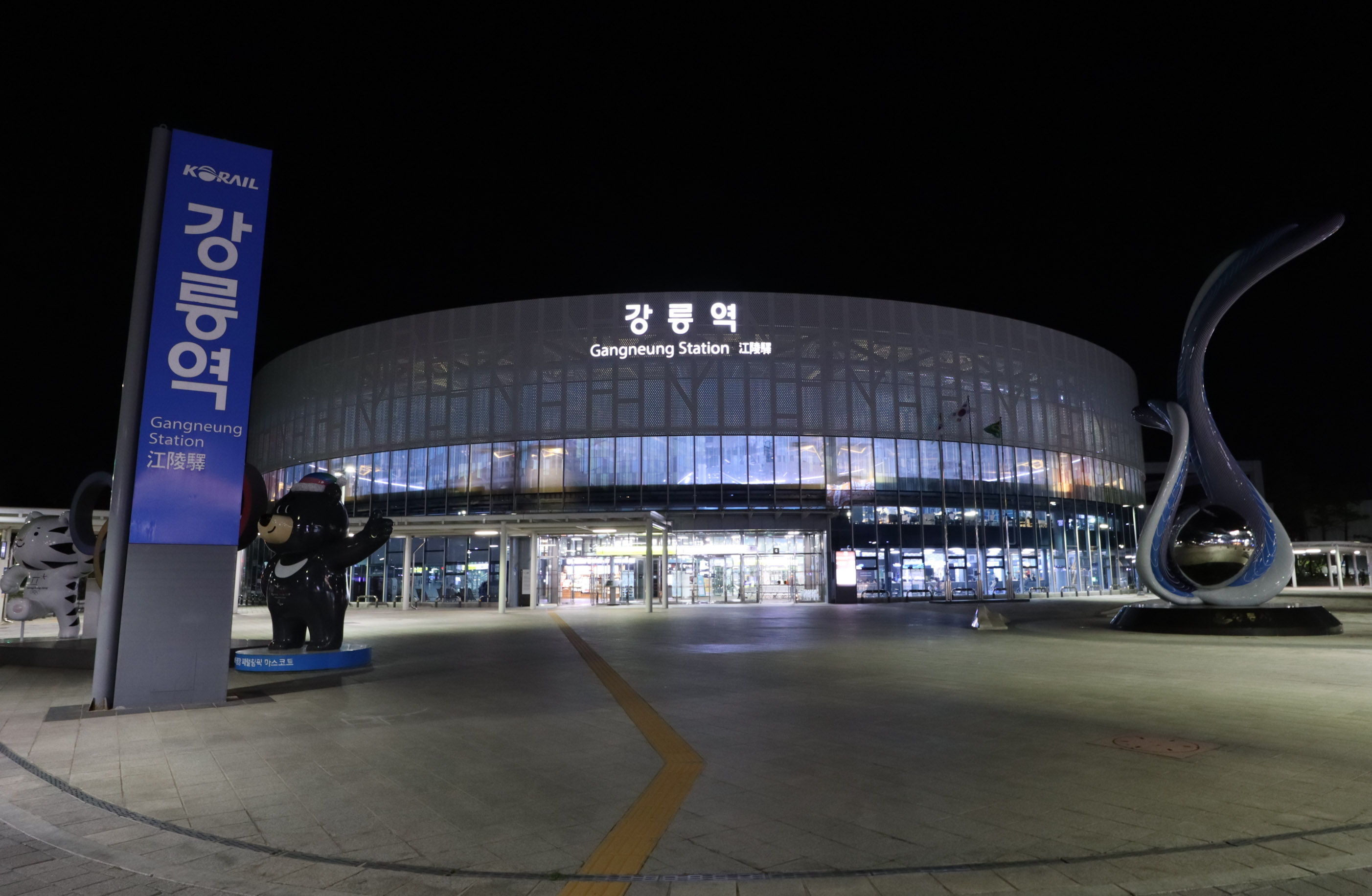
Ga Gangneung vào ban đêm
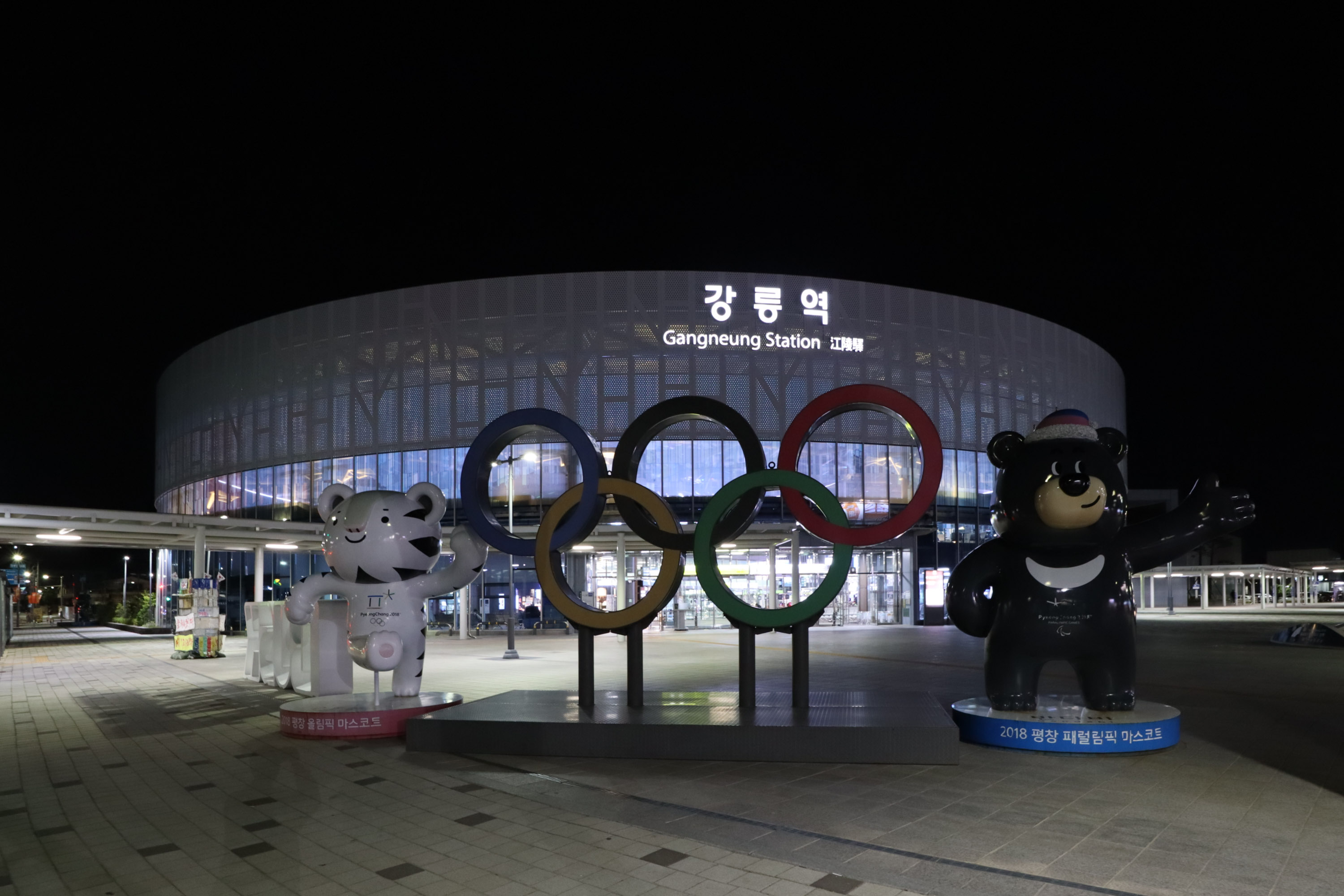
Ga Gangneung vào ban đêm
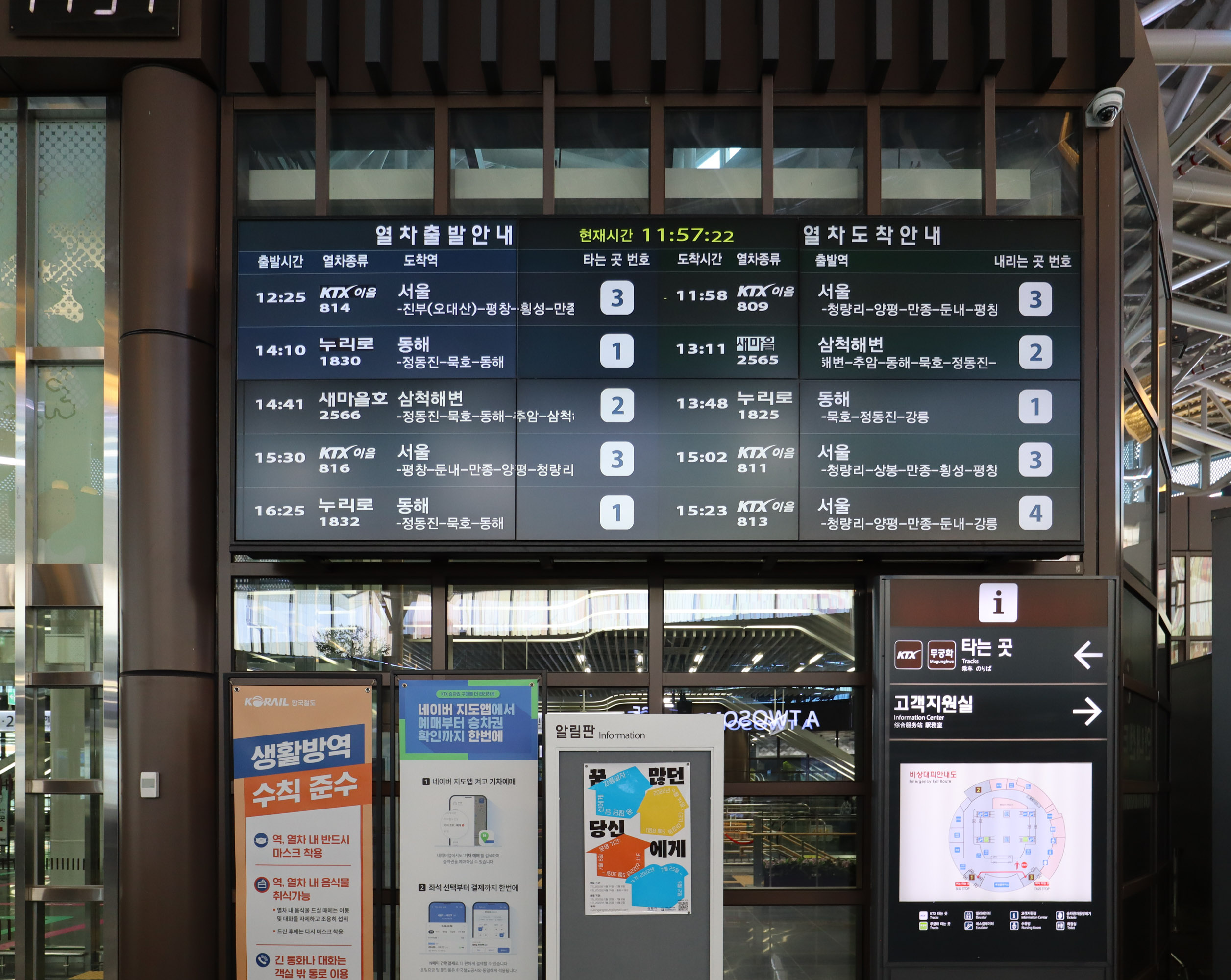
Bảng hiển thị tàu đến
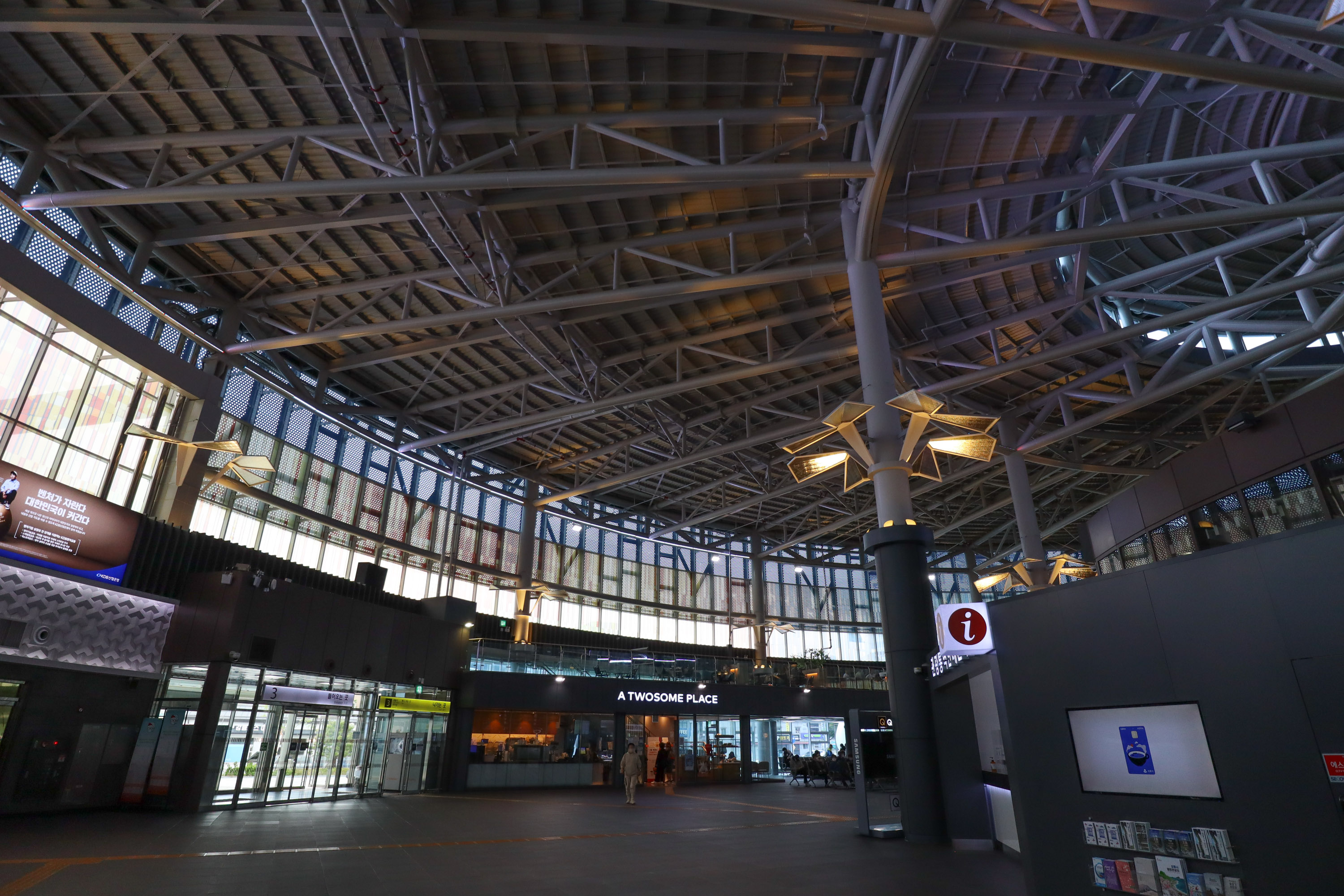
Bên trong nhà ga
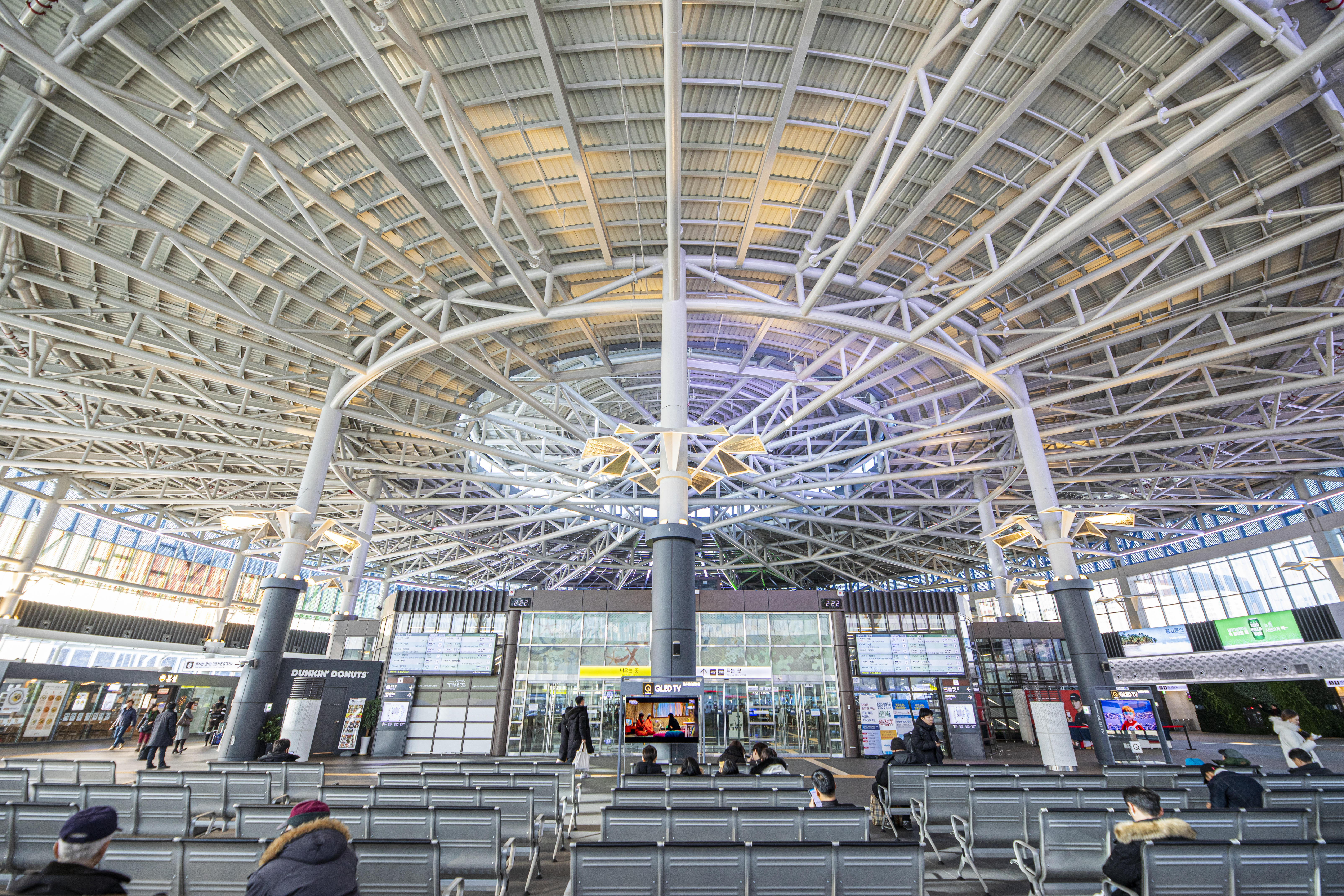
Bên trong nhà ga
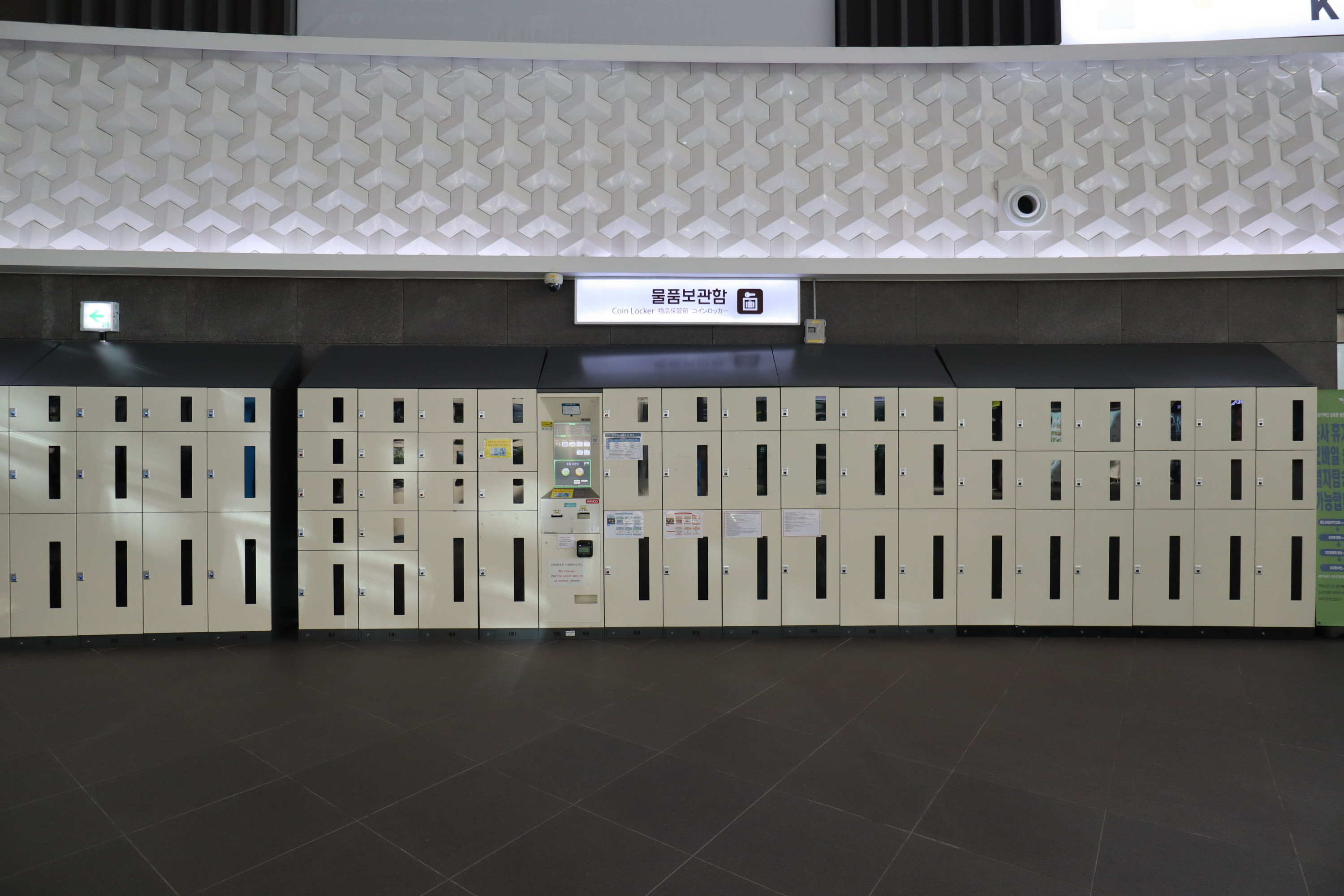
Tủ đựng đồ trong nhà ga
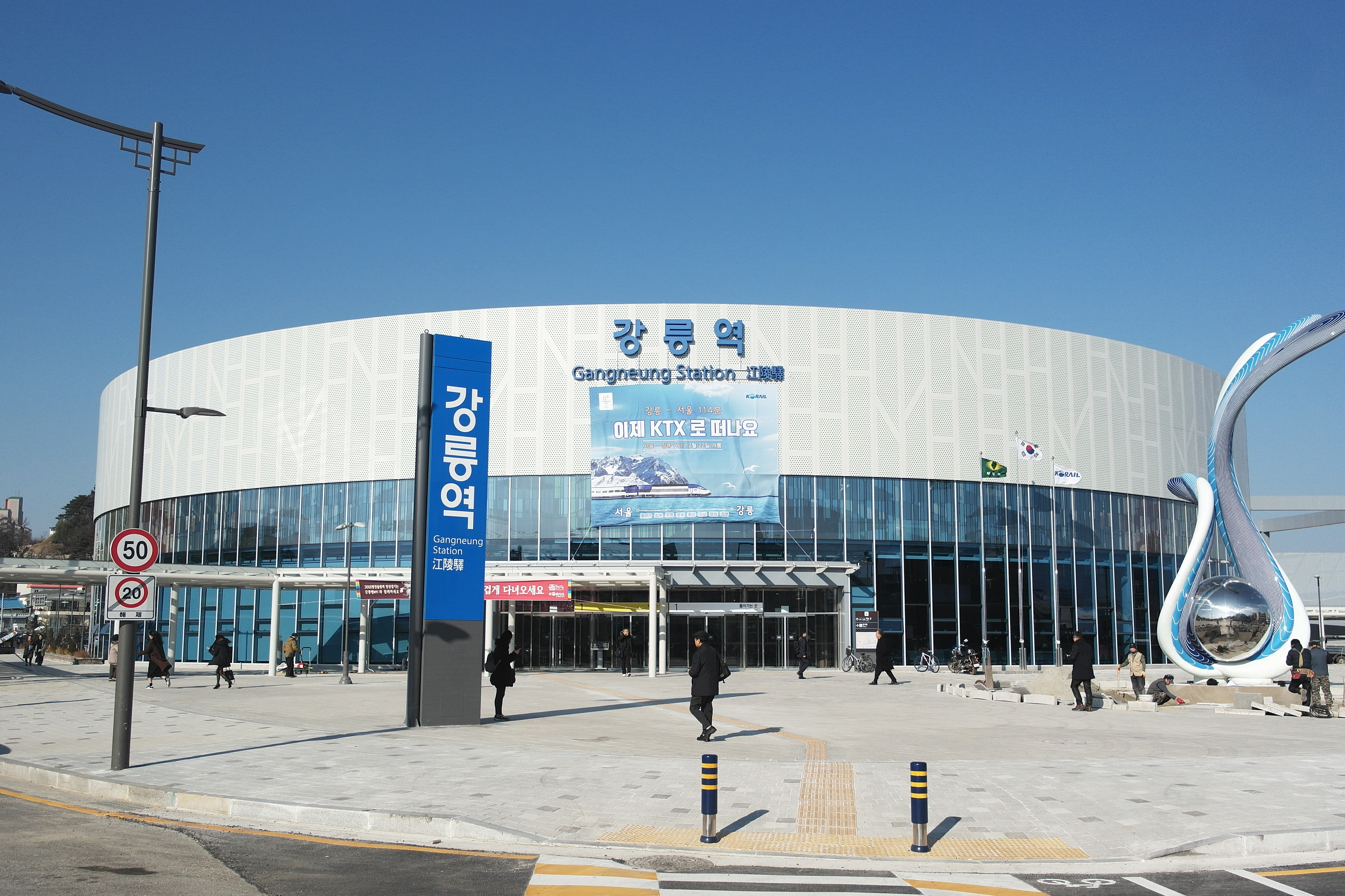
Ga Gangneung, Tháng 12 năm 2017
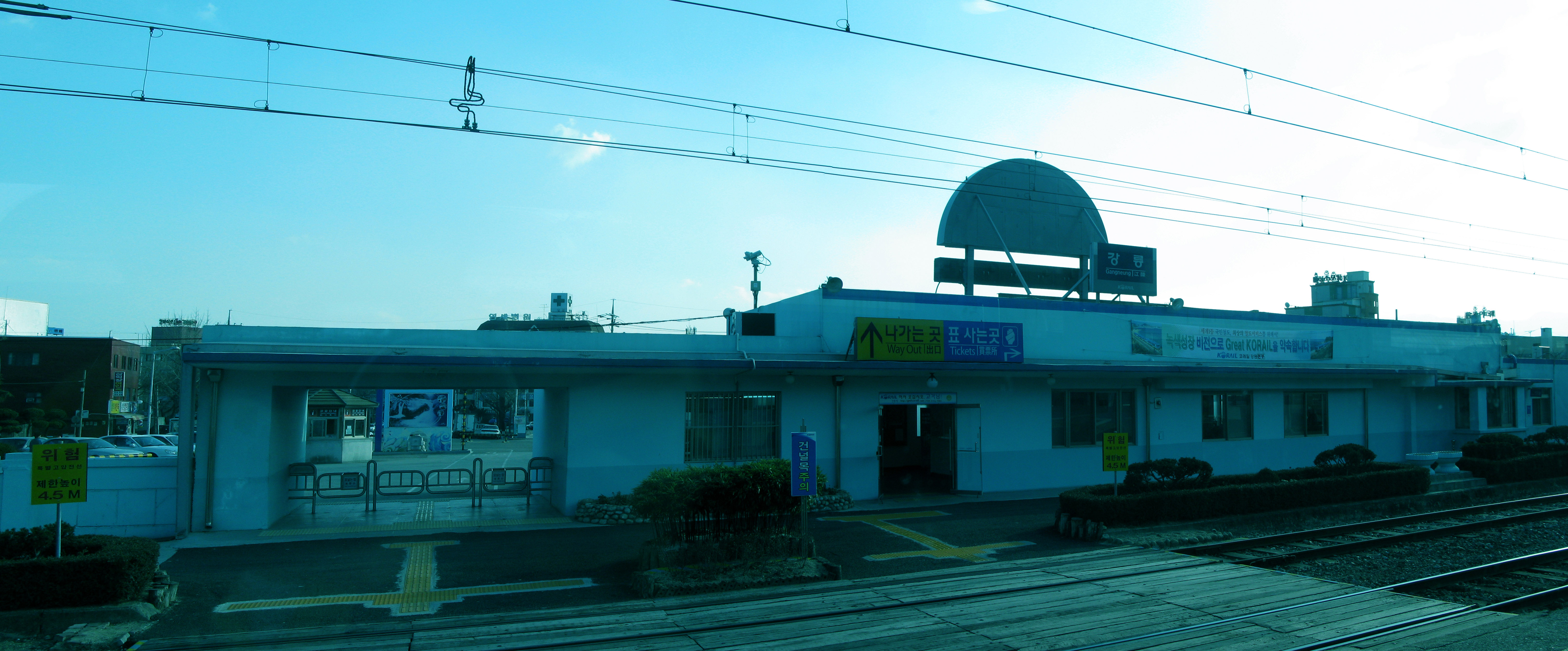
Bên ngoài ga Gangneung cũ
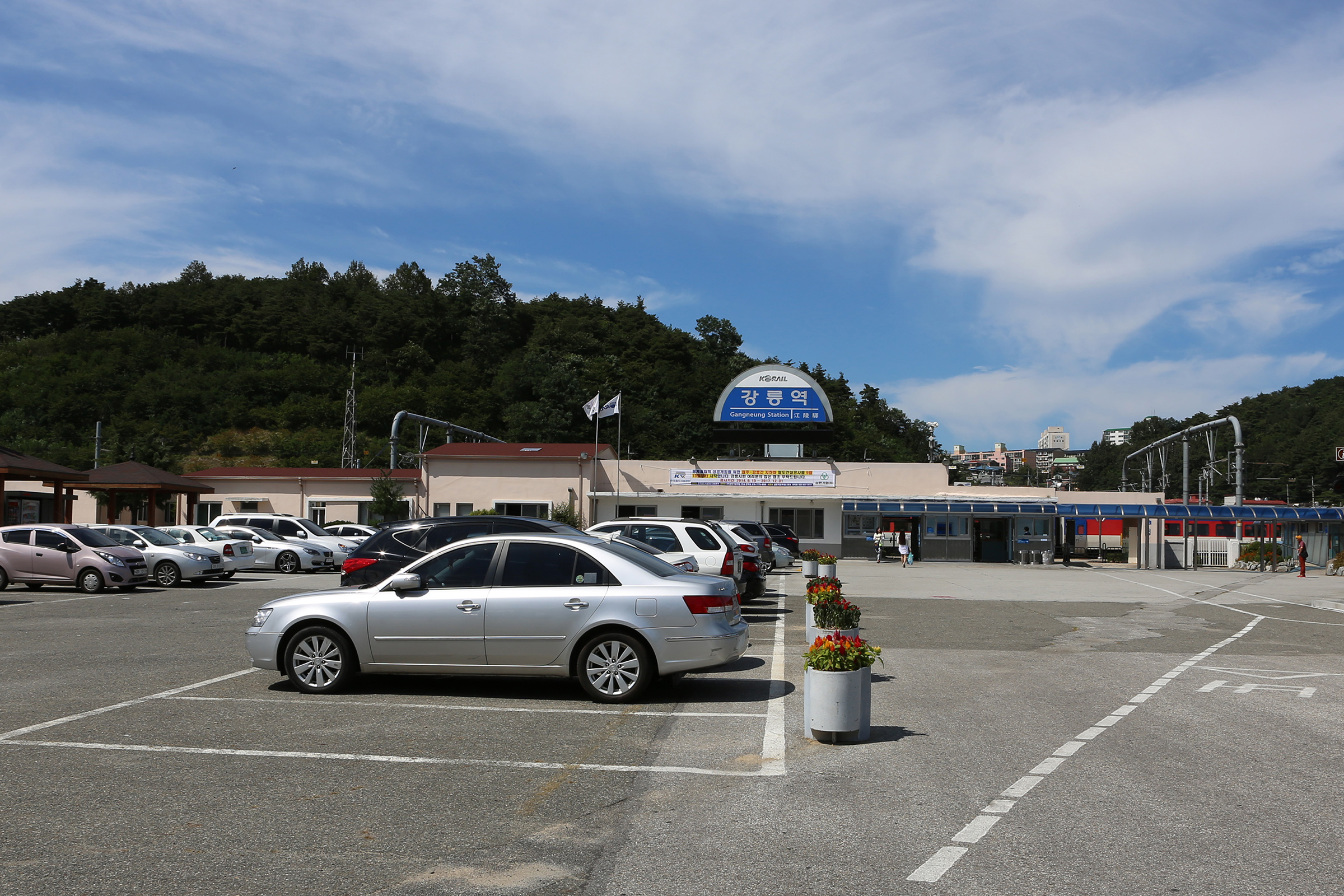
Ga Gangneung cũ
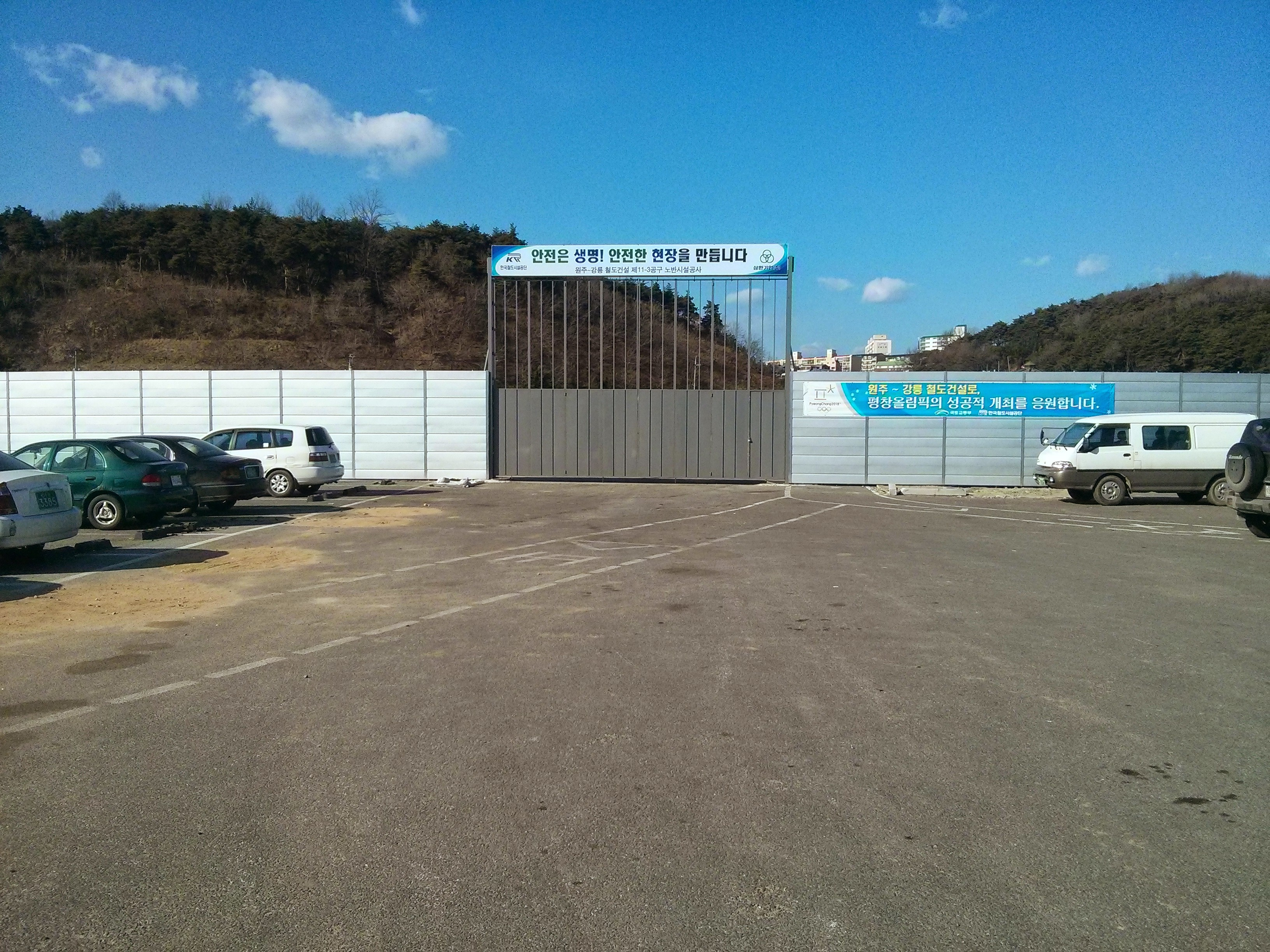
Ga Gangneung đang được xây dựng